# Himalia (mitologia)
Na mitologia grega, Himalia é uma ninfa do lado oriental da ilha de Rodes. De acordo com Diodoro Sículo, Zeus teve três filhos com Himalia, Esparteu, Crônio e Cito, mas nada sobreviveu na literatura a respeito deles. Jennifer Larson observa que o compilador dicionarista Hesíquio de Alexandria usa o nome ίμαλιά com o significado de abundância de trigo, e aponta as conotações agrícolas dos nomes dos filhos: "Esparteu" remete a semeadura e "Cito" significa cesto ou vaso. Crônio denota um descendente de Cronos, o deus da Era Dourada, um período mítico de tranquilidade e abundância.